# Уховецьк
Ухове́цьк — село в Україні, у Колодяжненській сільській громаді Ковельського району Волинської області. Населення становить 824 осіб.

## Географія
Село Уховецьк розташоване на сході Ковельського району, за 21 км на схід від міста Ковель, за 3 км від автомагістралі Київ-Варшава. Село розміщене на підвищеній рівнині. Абсолютна висота над рівнем моря становить 195 м.

## Назва
Назва села пов'язана з формою озера, яке розташоване поблизу населеного пункту. За легендою, люди з села Поворськ їздили через місцину, де нині Уховецьк, на базар у Ковель. Вертаючись з довгої дороги, люди й воли були вже втомлені. Доїхавши до теперішнього села Уховецьк, радились: «Поїдемо до Уха, перепочинемо та заночуємо біля озера». Всі погодились. Перший погонич направляв волів: «Вець, вець до Уха!». Поєднанням двох слів: назви озера Ухо та вигуку «вець» і утворилась назва села.
Є легенда і про назву озера. Одного разу йшов чоловік на заробітки. Дорога пролягала через болотисту місцевість. Раптом чоловік весь загруз у болоті. Тільки одне вухо виглядало. На тому місці утворилось озеро, що нагадувало форму вуха. Звідси й назва озера — Ухо.

## Історія
Перші писемні згадки про Уховецьк належать до XV століття. У V томі книги М. І. Теодоровича «Волинь в описании городов, местечек и сёл», згадується, що Уховецьк в 1473 році належав до Любитівської волості.
У 1569 році після Люблінської унії Волинь була загарбана шляхетською Польщею. Згідно з інвентарним описом 1570 року, із заставного маєтку П. Киселя, розташованого в Уховецьку, стягували податок з 4 димів і 2 городників. Описи 1577 і 1583 pp. свідчать, що Уховецьк в той час належав князям Острозьким. У селі тоді налічувалося 20 димів і 10 городників.

## Населення
Згідно з переписом УРСР 1989 року чисельність наявного населення села становила 922 особи, з яких 429 чоловіків та 493 жінки.
За переписом населення України 2001 року в селі мешкало 826 осіб.

### Мова
Розподіл населення за рідною мовою за даними перепису 2001 року:
| Мова            | Кількість | Відсоток |
| --------------- | --------- | -------- |
| українська      | 818       | 99.27%   |
| російська       | 5         | 0.61%    |
| інші/не вказали | 1         | 0.12%    |
| Усього          | 824       | 100%     |

## Колгосп
На початку 1940 р. у селі Уховецьк добровільно-примусовими більшовицькими методами був організований перший на Волині колгосп. Було обрано правління колгоспу на чолі з активістом Михайлом Адамовичем Васютою (1911—1943).

## Люди
- Селецький Федір Йосипович (Уховецьк, 28 грудня 1885) — сотник Армії УНР, начальник загальної управи Військового міністерства УНР.
- Силюк Анатолій Михайлович (1958, Уховецьк) — заслужений працівник культури України, директор Волинського краєзнавчого музею.
- Лазарчук Андроник Григорович (15 січня 1870, Уховецьк — 6 вересня 1934, м. Борзна) — український художник, педагог, культурний діяч. Майстер побутових картин, пейзажів та портретів.